# Amur bílý
Amur bílý (Ctenopharyngodon idella) je v Česku nepůvodní druh kaprovitých ryb. Je to ryba, u které je zákonem stanovena nejmenší lovná míra. Do tehdejšího Československa byl dovezen hlavně z důvodu jeho rostlinožravosti, a to za účelem likvidace porostů rákosí. K trávení rostlinné stravy slouží jeho prodloužené střevo, které měří přibližně dvakrát více, než je délka samotné ryby.

## Popis

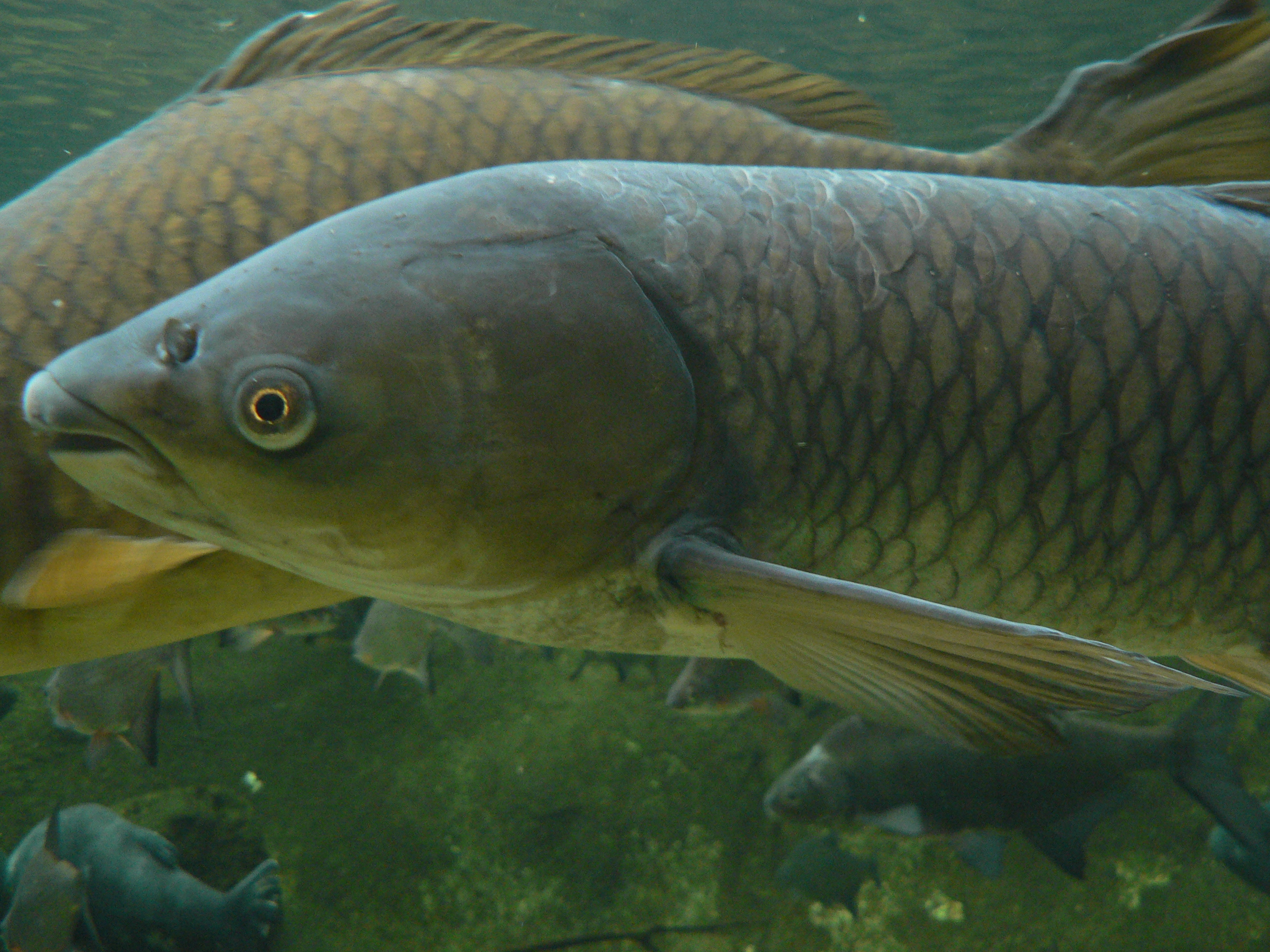
Detail hlavové části amura bílého

Tělo je podlouhlé, válcovitého tvaru. Zejména mladší jedinci jsou velmi podobní jelcům tloušťům, od nichž je lze snadno odlišit podle šedavého zbarvení párových ploutví. Hlava má široké a dlouhé ploché čelo, velmi nízko posazené oči. Hřbet je tmavozelený, boky zlatavé, břicho bílé.
Ve své domovině může dosáhnout délky až 150 cm a hmotnosti 50 kg. V českých podmínkách je to však méně. Největší jedinci v evropských vodách dorůstají délky kolem 100 cm a hmotnosti 15–20 kg. Dožívá se věku až 15–20 let.

## Rozšíření
Původní areál rozšíření amura je východní Asie, povodí řeky Amur a Čínská lidová republika. Odtud byl postupně rozšiřován na území tehdejšího Sovětského svazu. Do Československa byl poprvé vysazen roku 1961, poprvé byl odchován v rybnících Soboňky u Rohatce v okrese Hodonín. Daří se mu v teplejších vodách. Vysazuje se do nádrží, tůní, odstavných ramen, do velkých řek i do rybníků. Protože požírá makrovegetaci, je využíván k melioraci zarostlých rybníků.

## Potrava
V prvních dnech po vylíhnutí se živí převážně zooplanktonem. Později postupně přechází na rostlinnou stravu, kterou tvoří převážně vodní rostliny a vláknité řasy. Pokud je chován v kaprových rybnících, konzumuje i krmivo předkládané kaprům. Rostlinnou potravu přijímá především při vyšší teplotě vody. Většina zkonzumované potravy však odchází z těla nevyužita.

## Rozmnožování

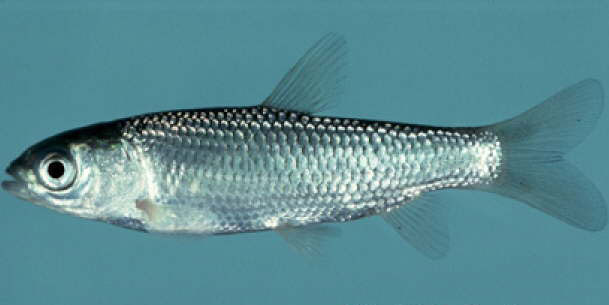
Juvenilní amur bílý

Amur bílý se mimo svou domovinu přirozeně nevytírá, proto je jeho výskyt podmíněn umělým vysazováním. V oblasti svého původu amur dospívá ve věku 4–5 let. Tření probíhá v červnu v silně proudících tocích s kamenitým dnem. Jikry se vznášejí volně ve vodním sloupci.

## Význam
Jeho hlavní význam spočívá v tom, že se živí rostlinnou stravou a vodními řasami. Proto zvyšuje produkci rybářských revírů. Amur se také velmi rychle stal velmi oblíbenou rybou sportovních rybářů díky své bojovnosti.
V Česku se začal prosazovat jako dražší a chutnější alternativa vánočního kapra. Má velmi chutné maso. Je bílé, netučné a chutné, s menším obsahem drobných kostí. Hodí se na úpravu pečením, či smažením.

## Lov

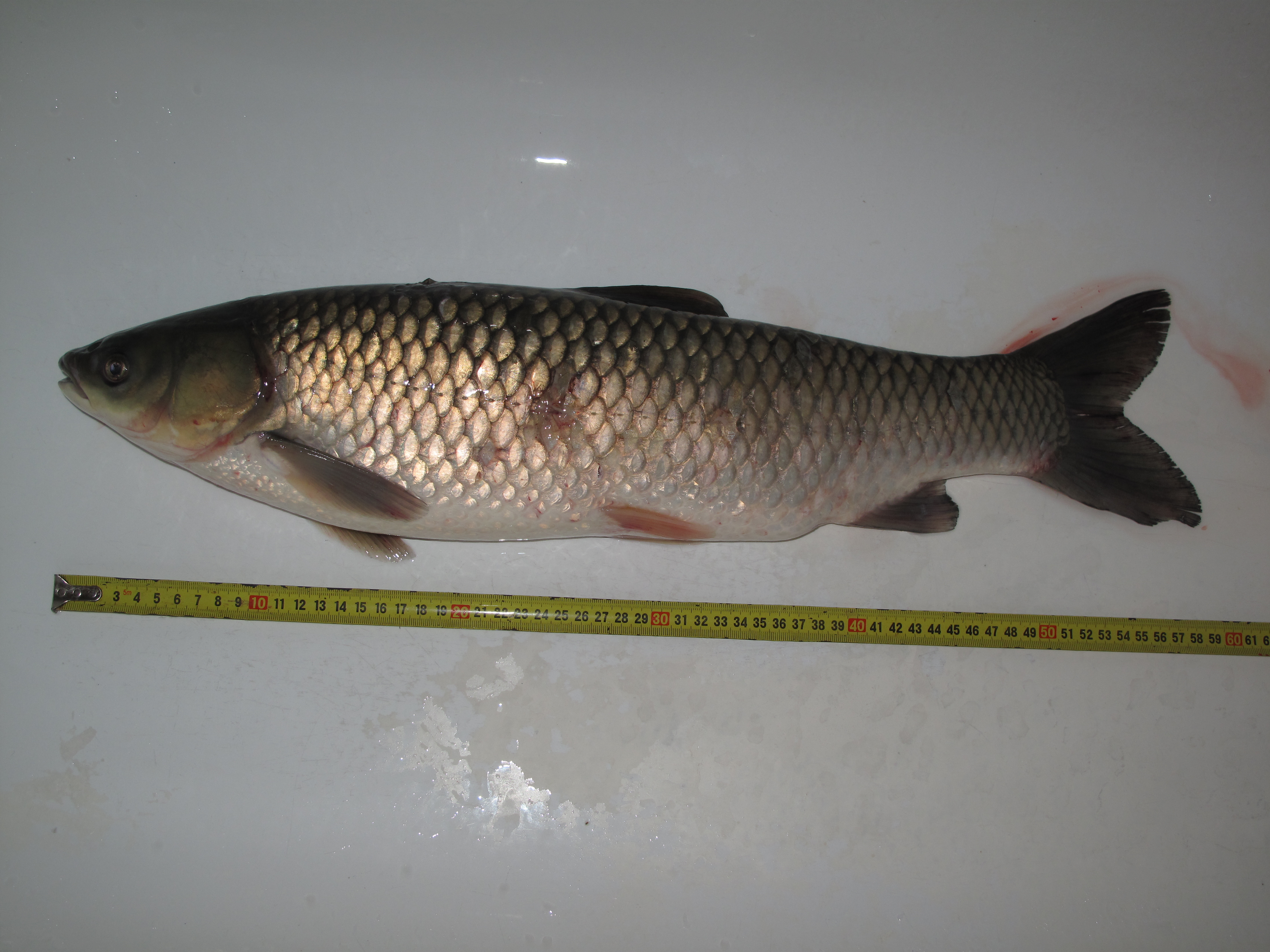
Dospělý amur bílý změřený vysouvacím metrem

Amur je vysazován jak ke sportovnímu lovu, tak k hospodářskému chovu, ve vodních tocích se šíří i přirozenou cestou.
Amur se loví od pozdního jara do podzimu (nejlépe květen a červen) v hodinách kolem poledne, v podvečer a v noci, konkrétně mezi 19-23 hodinou. Rád ožírá rákos u břehů, podle čehož se dá vypozorovat jeho výskyt. Častou užívanou nástrahou, na kterou je loven, je hrách, rohlík, či kůrka chleba na hladině.
Po záběru bojuje velmi silně a energicky jako málokterá z našich ryb.